# 群馬県道27号高崎駒形線
群馬県道27号高崎駒形線（ぐんまけんどう27ごう たかさきこまがたせん）は、群馬県高崎市中心部から前橋市南東部の駒形地区へ至る県道（主要地方道）である。この道路は、通称「高駒線」といわれる。

## 概要
高崎市など群馬県の西部から国道50号方面へ出るのに最もポピュラーな道路であり、関越自動車道とも接続する。沿線には運輸業者の営業所が多い。起点から芝塚町交差点までを除いて4車線となっている。
なお、高崎市内の区間は高崎市によって「駒形線」の愛称が付与されている。

### 路線データ
- 起点：高崎市並榎町519番地先（国道17号・国道354号交点：榎町西交差点）[1]
- 終点：前橋市駒形町144地先（群馬県道40号藤岡大胡線・群馬県道104号駒形柴町線交点：駒形町交差点）[1]

## 歴史
- 1959年（昭和34年）9月18日：群馬県より現・道路法に基づき、前身にあたる県道駒形高崎線（勢多郡城南村大字駒形 - 前橋市 - 群馬郡群南村 - 高崎市並榎町、整理番号58）として路線認定される[3]。
  - 同日、前々身路線にあたる旧・県道高崎駒形線（高崎市 - 勢多郡城南村大字駒形、整理番号123）が路線廃止される[4]。
- 1972年（昭和47年）3月31日：昭和47年群馬県告示第162号（群馬県報第4910号）により、県道高崎駒形線（高崎市 - 前橋市駒形町、整理番号39）として路線を認定[5]。認定当初は、利根川の渡船区間（公田の渡し）も路線に含まれていた[1]。
  - 同日、前身にあたる駒形高崎線（前橋市駒形町 - 高崎市、整理番号53）を廃止[6]。
- 1993年（平成5年）5月11日：建設省から、県道高崎駒形線が高崎駒形線として主要地方道に指定される[7]。

## 路線状況

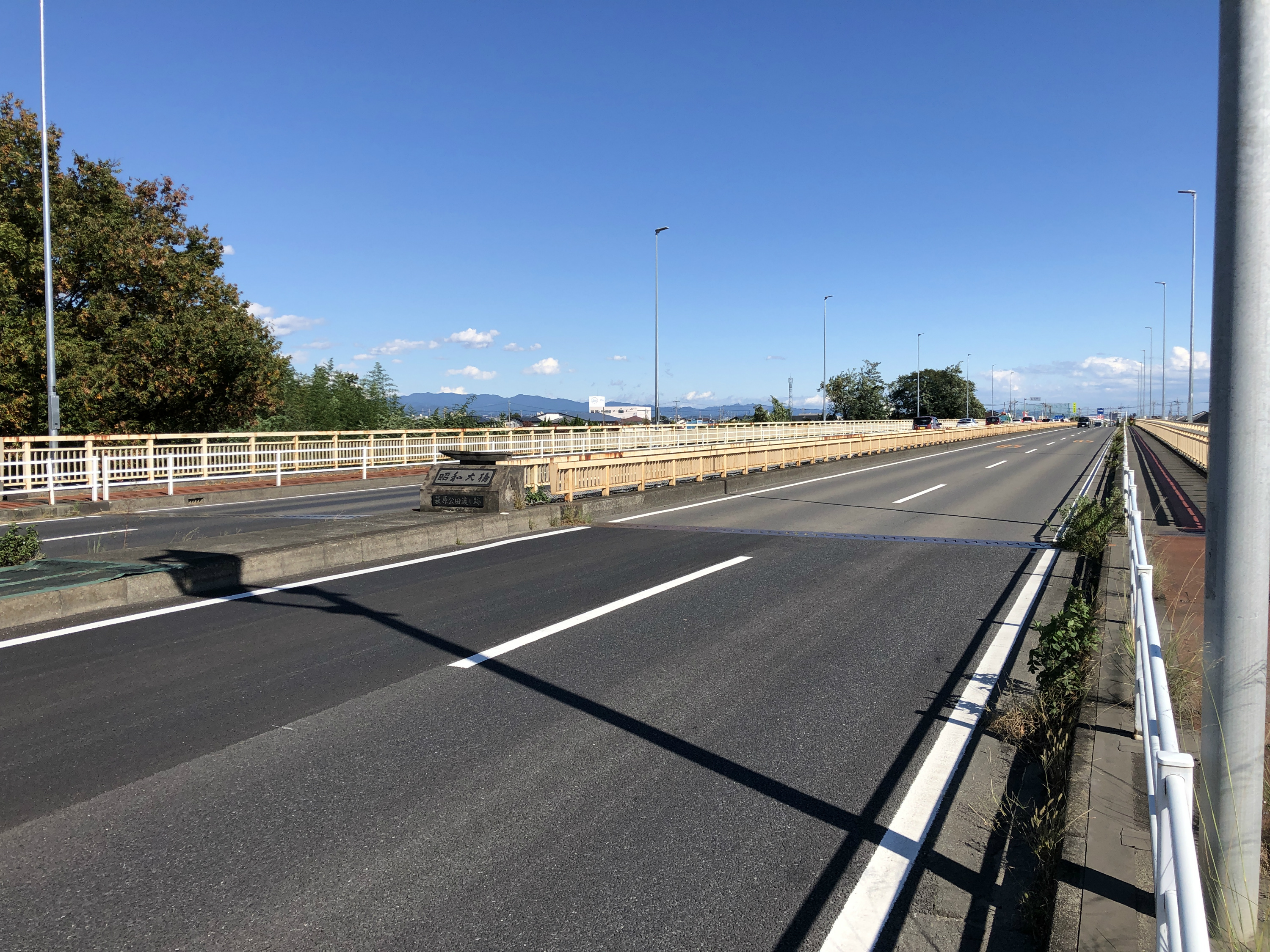
昭和大橋

起点付近は国道354号と重複するが、住吉町交差点（高崎市住吉町）で国道354号が南に折れ、単独区間が始まる。ここから芝塚町交差点（高崎市芝塚町）までは高崎市中心市街地を通り、芝塚町交差点の直前で信越本線、上越線、上越・北陸新幹線を地下道で潜る。
芝塚町交差点から先は、高崎環状線、関越自動車道（高崎インターチェンジ）、県道前橋長瀞線などの主要道路と交差する。その先、昭和大橋で利根川を渡り、前橋市に入る。
前橋市に入ると、すぐに県道前橋長瀞線バイパスと交差し、その後県道前橋玉村線、県道藤岡大胡線とそれぞれ少し重複して、藤岡大胡線と重複したまま終点となる。
なお、本県道を経由する主なバス路線としては、上信バス（高崎駅 - 京目 - 前橋駅・中央前橋駅線、総合文化センター - 京目間）、日本中央バス（高崎駅 - 大胡駅線、京目町 - 駒形十字路間）などがある。

### 重複区間
- 国道354号（起点・榎町西交差点 - 高崎市住吉町・住吉町交差点）
- 群馬県道11号前橋玉村線（前橋市亀里町・亀里町交差点 - 前橋市下佐鳥町）
- 群馬県道40号藤岡大胡線（前橋市東善町・東善町交差点 - 前橋市駒形町・駒形町交差点、終点）

### 道路施設
- 昭和大橋（利根川、高崎市萩原町 - 前橋市公田町）

## 地理

### 通過する自治体
- 高崎市
- 前橋市

### 交差する主な道路
- 国道354号（起点）
- 国道354号（群馬県道29号あら町下室田線 重複）・群馬県道25号高崎渋川線（高崎市住吉町・住吉町交差点）
- 群馬県道129号飯玉本町線 中央通り（高崎市末広町・末広町交差点）
- 群馬県道12号前橋高崎線（高崎市芝塚町・芝塚町交差点）
- 高崎市道高崎環状線（高崎市上大類町・上大類町交差点）
- 関越自動車道 高崎インターチェンジ（高崎市京目町・京目町交差点）
- 群馬県道13号前橋長瀞線 現道（高崎市京目町・京目町交差点）
- 群馬県道13号前橋長瀞線 バイパス（前橋市公田町・公田町東交差点）
- 群馬県道11号前橋玉村線（前橋市亀里町・亀里町交差点）
- 群馬県道11号前橋玉村線 バイパス（前橋市下佐鳥町）
- 群馬県道40号藤岡大胡線（前橋市東善町・東善町交差点）
- 群馬県道40号藤岡大胡線・群馬県道104号駒形柴町線（前橋市駒形町・駒形町交差点、終点）